# Netherton (parish i Merseyside)
Netherton var en civil parish från 1866 till 1982 då den blev en del av Aintree och Sefton, i distriktet Sefton, i grevskapet Merseyside, i England. Denna civil parish var belägen 10 km från Liverpool och hade 199 invånare år 1971.